# Heterophleps grisearia
Heterophleps grisearia är en fjärilsart som beskrevs av John Henry Leech 1897. Heterophleps grisearia ingår i släktet Heterophleps och familjen mätare. Inga underarter finns listade i Catalogue of Life.